# Aérodrome de Maroantsetra
L'aérodrome de Maroantsetra (code IATA : WMN • code OACI : FMNR) est un aérodrome situé à Maroantsetra, une commune urbaine, chef-lieu du district de Maroantsetra, située dans la partie nord-est de la région d'Analanjirofo à Madagascar .

## Situation

### Carte des aéroports de Madagascar
| \| 30 km1:4 466 000 \| Ambalabe Ambalavao Ambatomainty Ambatondrazaka Ambilobe Ambohijanahary Mahajanga Ampampamena Ampanihy Analalava Andapa Andavadoaka Ankaizina Ankavandra Ankazoabo BA Arivonimamo Antsalova Antsirabato Antsirabe Antsoa Antsiranana · Arrachart Befandriana · Avaratra Bekily Belo sur · Tsiribihina Besalampy Betioky Doany Farafangana Nosy Be · Fascene Fianarantsoa Ihosy Ilaka-Est Antananarivo · Ivato Mahanoro Maintirano Malaimbandy Mampikony Manakara Mananara Nord Mananjary Mandabe Mandritsara Manja Maroantsetra Miandrivazo Morafenobe Morombe Morondava Port-Bergé Sainte · Marie Samangoky Sambava Soalala Tôlanaro · Fort-Dauphin Tambohorano Toamasina · Ambalamanasy Toliara Tsaratanana Tsiroanomandidy Vangaindrano Vatomandry Vohémar · Vohimarina |
| 30 km1:4 466 000 |

Les aérodromes en gras ont des liaisons régulières commerciales

## Compagnies et destinations
| Compagnies          | Destinations                     |
| ------------------- | -------------------------------- |
| Madagascar Airlines | Antananarivo, Toamasina, Sambava |